# 约翰·施瓦茨
约翰·施瓦茨（英語：John Schwarz，1941年11月22日—），猶太裔美國理論物理學家，加州理工學院教授。他是最早從事弦理論研究的理論學家之一。

## 生平
他在1970年代和法國理論物理學家喬爾·謝克（Joel Scherk）合作，首先意識到了弦理論是引力的量子理論，而非當時人們所認為的強相互作用理論。他与迈克尔·格林、李奧納特·蘇士侃和爱德华·威滕一起被看作是弦理论之父。
施瓦茨在哈佛学院学数学，1962年获学士学位，此后进入伯克利加州大学学理论物理，1966年获得博士学位，他的博士导师是杰弗里·丘。此后数年中他是很少的几个通过弦理论来研究量子引力的学者。1984年他与格林一起证明十維超引力理論中的反常相消，從而開始了所謂的第一次超弦革命。这是弦理论成为理论物理主要研究对象的重要的一个结果。
从1966年至1972年施瓦茨在普林斯顿大学任助理教授，此后他转到加州理工学院，目前任理论物理教授。

## 榮譽
他是美国国家科学院成员，于1989年获得国际理论物理中心的狄拉克奖章，2002年获得美国物理学会的海涅曼数学物理奖。从1987年开始他是麦克阿瑟基金会成员。
2013年，因「對於量子引力與統一作用力開啟新視角」，格林与施瓦茨共同榮獲2014年基礎物理學突破獎。

## 外部連結
- Website at Caltech （页面存档备份，存于）
- Heineman Prize Biography[永久]
- John Schwarz's interview